# Franz Josef (Schiff, 1855)
Der Raddampfer Franz Josef wurde 1855 in der Schiffswerft Karolinenthal in Prag von der Prager Maschinenbau AG vormals Ruston & Co. gebaut.
Namensgeber war Franz Joseph I., Kaiser von Österreich.

## Die Zeit bis 1880
Nach der Überführung des Schiffes durch Joseph John Ruston nach Dresden wurde es hier als Glattdeckdampfer in Dienst gestellt und fuhr für die Vereinigte Sächsisch-Böhmische Dampfschiffahrt, die im März 1867 in die Sächsisch-Böhmische Dampfschiffahrts-Gesellschaft (SBDG) umgewandelt wurde. Im Jahr 1858 kam es zum Bruch der Mittelwelle. Die neue Mittelwelle wurde von der Sächsischen Gußstahlanstalt Döhlen geliefert, war 110 Jahre im Einsatz und ist museal erhalten. Das eiserne Schiff hatte einen hölzernen Schiffsboden. Dieser wurde, wie auch das Deck, im Winter 1867/68 erneuert.
Um es dem Zugriff des Königreiches Preußen zu entziehen, wurde das Schiff im Preußisch-Österreichischen Krieg im Mai 1866 nach Theresienstadt verlegt.
Im Jahr 1867 war das Schiff nicht in Fahrt. Es wurde in Reserve gehalten.
Im Herbst 1879 wurde das Schiff außer Dienst gestellt und in der Blasewitzer Werft abgewrackt.

## Die Dampfmaschine
Die Maschine war eine oszillierende Niederdruck-Zweizylinder-Zwillings-Dampfmaschine mit Einspritzkondensation mit einer Leistung von 120 PS. Gebaut wurde sie von der Moabiter Maschinenbauanstalt. Der Drei-Flammrohr-Kofferkessel stammt von der Schiffs- und Maschinenbauanstalt Ruston & Co. Nach dem Abwracken des Schiffes erhielt die 1880 gebaute Kaiser Franz Josef den Kessel und die Maschine.

## Kapitäne des Schiffes
- Wilhelm Gaube 1856–1857
- W. Döppe 1858–1865
- August Hermann Fröde 1866
- Wenzel Franz Hora 1868–1872
- Ignaz Hora 1873–1879